# ジム・クロウチ
ジェームス・ジョセフ・クロウチ（1943年1月10日 – 1973年9月20日）は、アメリカ合衆国のシンガーソングライター。「ジムに手を出すな」「リロイ・ブラウンは悪い奴」などのヒット曲を生み出したが、1973年9月20日、人気絶頂期に飛行機事故により他界する。息子のA.J.クロウチは、シンガーソングライターとして活躍している。

## 経歴

### 生い立ち
1943年1月10日、ペンシルベニア州サウスフィラデルフィアでイタリア系アメリカ人の両親の間に生まれる。小さい頃にエンリコ・カルーソーからファッツ・ウォーラーまであらゆる種類の音楽を聴いて育ち、最初のギターを手に入れると、R&B、ロックンロール、カントリー、ブルース、フォークなど、後の彼のソングライティングに影響を与える音楽に興味を持つようになる。

### 1960年代
1960年、ペンシルベニア州アッパー・ダービー郡区にあるアッパー・ダービー高校を卒業。その後ビラノバ大学に入学し、大学では音楽サークル、ビラノバ・スパイアーズ（Villanova Spires）に参加する。このグループには、後にクロウチのプロデューサーとなるトミー・ウェストやマンハッタン・トランスファーのティム・ハウザーも参加していた。1963年11月29日、フィラデルフィア・コンベンション・ホールで行われたフーテナニー（観客参加型コンサート）のコンテストに審査員の一人として出席し、このコンテストで優勝したグループに在籍していた当時16歳のイングリッド・ジェイコブソンと出会う。
1965年春、ビラノバ大学を卒業したクロウチは、同年5月に陸軍州兵に入隊する。その傍ら、イングリッドとフォークデュオとして音楽活動を行い、ゴードン・ライトフット、イアン&シルビア、サイモン&ガーファンクル、ラヴィン・スプーンフルといったアーティストのカバー曲を中心にフィラデルフィアのクラブやステーキハウスで演奏していた。
1966年、ファーストアルバム『Facets』を自主制作盤で500枚リリースする。レコーディング費用はクロウチの両親から貰った750ドルで賄われ、大半をカバー曲で占めるこのアルバムは、発売1か月で完売する。
1966年8月28日にはイングリッドと結婚し、ユダヤ人であるイングリッドに倣い、クロウチもユダヤ教に改宗する。新婚旅行の1週間後に、サウスカロライナ州フォート・ジャクソンでの陸軍州兵のブートキャンプに参加する。半年後の1967年3月に任務が解かれたクロウチは、地元での音楽活動を再開する。
1968年、2人はビラノバ大学の学友で既にプロのミュージシャンおよびプロデューサーとして活躍していたトミー・ウェストからニューヨーク市への移住をすすめられ、ブロンクス区での生活を始める。ウェストの仲介によりキャピトル・レコードと契約し、ニューヨークでレコーディングされたアルバム『Jim & Ingrid Croce』が翌1969年にリリースされる。
その後、ニューヨークでの生活に疲弊した2人は、人口わずか138人のペンシルベニア州リンデルの田園地帯に移り住む。クロウチはトラックの運転手、建設工事の作業員、ギターの指導などさまざまな職業で生計を立てていた。地元のバーやトラックの停留所で出会った人々や職場での経験が後に曲の題材として活かされることになる。

### 1970年代
1970年、ビラノバ大学の学友で音楽プロデューサーのジョー・サルヴィオロ（サル・ジョセフ）に、シンガーソングライターのモーリー・ミューライゼンを紹介される。サルヴィオロはニュージャージー州のグラスボロ州立大学（現ローワン大学）で教鞭をとっていたときにミューライゼンと知り合い、サルヴィオロが大学を辞めた後、ミューライゼンのマネージャーを務めていた。当初は、クロウチがミューライゼンのバックを務める計画が進められていた。
1971年3月、ABCレコードと2年間で3枚のレコード契約を結ぶ。1971年9月28日、息子のエイドリアン・ジェームス（A.J.）が生まれる。その1週間後、クロウチとミューライゼンはニューヨークに出向き、トミー・ウェストとテリー・キャッシュマンのプロデュースのもと、アルバム制作を開始する。
1972年4月、アルバム『ジムに手を出すな』をリリース。タイトル曲「ジムに手を出すな」（全米8位）や「オペレイター」（全米17位）といったヒット曲が生まれる。アルバムのヒット以降、クロウチがフロントマン、ミューライゼンがリードギターでバックを務める形で全米中をツアーする日々を送っていた。一方、イングリッドは専業主婦としてA.J.の世話に専念していた。
1973年春にリリースされたシングル「リロイ・ブラウンは悪い奴」が、全米シングルチャートにおいて同年7月21日から2週連続1位を獲得する。同年7月、アルバム『ライフ・アンド・タイムス』をリリース。この頃、クロウチ一家はカリフォルニア州サンディエゴに住居を移す。
全米やヨーロッパをツアーで休みなく回り続ける一方、1973年夏、クロウチとミューライゼンはニューヨークで次のアルバムのレコーディングを開始する。9月中旬、レコーディングを完了したクロウチは一時的にサンディエゴに戻って家族と再会するが、その後すぐツアーに出ることになる。

## 死
1973年9月20日、クロウチとミューライゼンはルイジアナ州ナケテシュのノースウェスタン州立大学キャンパス内でコンサートを行った。終了後、翌日のコンサートが行われるテキサス州シャーマンに向かうために、クロウチらはナケテシュの空港で小型チャーター機に乗り込んだが、午後10時45分、機体が空港から離陸した直後に木に激突し、クロウチとミューライゼンを含む乗員乗客6人全員が死亡した。クロウチは30歳、ミューライゼンは24歳だった。
事故が発生した日は、シングル「アイ・ガッタ・ネイム」のリリース前日だった。
クロウチは度重なるツアーに疲弊しており、事故直前にイングリッド宛てに送った手紙には、今回のツアーが終わったら音楽活動を休止して、新しいキャリアとして短編小説や映画の脚本を執筆する仕事に携わる決意をしていたことが綴られていた。
クロウチは、ペンシルベニア州フレイザーのヘイムサロモン記念公園に埋葬されている。

## 死後
1973年12月1日にリリースされたアルバム『美しすぎる遺作』からは、「アイ・ガッタ・ネイム」（全米10位）、「歌にたくして」（全米9位）、「カー・ウォッシュ・ブルース」（全米32位）といったヒット曲が生まれている。「アイ・ガッタ・ネイム」は、クロウチが亡くなる2か月前に公開された映画「ラスト・アメリカン・ヒーロー」のテーマ曲に使用されている。アルバムは全米チャート最高2位を記録。
また、アルバム『ジムに手を出すな』に収録されていた「タイム・イン・ア・ボトル」はそれまでシングルとしてリリースされていなかったが、1973年11月にシングルとしてリリースされると、彼にとって2曲目の全米ナンバーワン作となる（1973年12月29日から2週連続）。「タイム・イン・ア・ボトル」のヒットを受けて、アルバム『ジムに手を出すな』が1974年1月12日から5週連続1位を記録する。
1974年の第1回アメリカン・ミュージック・アワードの最優秀ポップ／ロック男性アーティストにエルトン・ジョンやスティーヴィー・ワンダーをおさえて選出され、授賞式にはイングリッドが出席した。
1990年にはソングライターの殿堂入りを果たす。
全世界でのレコード売上は、4,500万枚を超えている。

## その他
クイーンが1974年にリリースしたアルバム『シアー・ハート・アタック』に収録されている曲「リロイ・ブラウン（Bring Back That Leroy Brown）」は、フレディ・マーキュリーがクロウチの「リロイ・ブラウンは悪い奴」にインスパイアされて書かれたものである。
ザ・ベンチャーズは、1974年にクロウチの曲をインストゥルメンタルでカバーしたアルバム『The Jim Croce Songbook』をリリース。その中の収録曲「ラヴァース・クロス」が、日本のTBSテレビの再放送番組枠「奥さま劇場」のオープニング／エンディングに使用されていた。

## ディスコグラフィ

### アルバム
- Facets（1966年）※自主制作盤
- Jim & Ingrid Croce（1969年）
- 『ジムに手を出すな』- You Don't Mess Around with Jim（1972年）（全米1位）
- 『ライフ・アンド・タイムス』- Life and Times（1973年）（全米7位）
- 『美しすぎる遺作』- I Got a Name（1973年）（全米2位）

### シングル
- 「ジムに手を出すな」- You Don't Mess Around with Jim（1972年）（全米8位）
- 「オペレイター」- Operator (That's Not the Way It Feels)（1972年）（全米17位）
- 「朝の足音」- One Less Set of Footsteps（1973年）（全米37位）
- 「リロイ・ブラウンは悪い奴」- Bad, Bad Leroy Brown（1973年）（全米1位）
- 「アイ・ガッタ・ネイム（ラスト・アメリカン・ヒーローのテーマ）」- I Got a Name（1973年）（全米10位）
- 「タイム・イン・ア・ボトル」- Time in a Bottle（1973年）（全米1位）
- 「ザット・ウェイ」- It Doesn't Have to Be That Way（1973年）（全米64位）
- 「歌にたくして」- I'll Have to Say I Love You in a Song（1974年）（全米9位）
- 「カー・ウォッシュ・ブルース」- Workin' at the Car Wash Blues（1974年）（全米32位）
- 「ラヴァース・クロス」- Lover's Cross（1975年）
- 「チェイン・ギャング・メドレー」- Chain Gang Medley（1975年）（全米63位）
- 「ミシシッピー・レディー」- Mississippi Lady（1976年）